# Радуловци
Радуловци е село в Западна България. То се намира в Община Сливница, Софийска област.

## География и климат
Разположено е на около 5 km от село Алдомировци и на около 14 km от град Сливница. Намира в планински район.
Радуловци се разполага в полите на Вискяр планина, на надморска височина от 703 m, където релефът е полупланински. Климатът е умереноконтинентален. Лятото тук е горещо, а зимата студена. Селото се намира в долината на малка река. Надморската височина от 703 m е подходяща за хора, болни от астма. Чистият планински въздух, който е същия като в Банкя, спомага за излекуването им. Комбинацията от иглолистни и широколистни гори, както и разнообразния пейзаж редуващ високи хълмове с долини и тучни ливади, прави района на селото изключително живописен и пригоден за туризъм както през лятото така и през зимата.

## Транспорт
До селото има новоизграден път по най – новите европейски изисквания и ежедневен автобус идващ от столицата София, както и магазин нередовно зареждан със стоки от първа необходимост.

## История
Името на селото е споменато за пръв път в турски регистър от 1576 г. като Радилофче, т.е. Радуловци. То е вторично и безспорно е свързано със старинното българско лично име Радул.

## Културни и природни забележителности
Край селото се намират редица останки от християнски гробове, каменни кръстове от турско време, църква или манастир, които още са в процес на проучване. В достъпен район, на около километър от селото се намира извора „Света вода“, за който от столетия се смята, че има лечебни свойства.
В близост до селото е разположен язовир „Воден свят“. Езерото „Воден свят“ е всъщност бивша открита мина за въгледобив, на около 2 km от селото са и останките на закрита въгледобивна мина.
Построена е писта по европейски проект за АТВ.
1. ↑  www.grao.bg